# Gérard Vulliamy
Gérard Vulliamy (Paris, 3 mars 1909 - Labastide-d'Armagnac, 20 juillet 2005) est un peintre de nationalité suisse né à Paris et qui y résida toute sa vie.

## Biographie
Né rue du Faubourg-Poissonnière d'Alfred Frédéric Charles Louis Vulliamy, commissionnaire, et de Marie Louise Dierauer, Gérard Vulliamy, attiré très jeune par la peinture, est encouragé par ses parents, par son père qui « peignait pendant ses loisirs » comme par sa mère qui « faisait des dessins sur tissus ». Il fait ainsi du dessin, de la décoration, de la publicité, de la mode, aborde la peinture en 1928 et fréquente pendant quatre ans l'académie d'André Lhote.
En 1932 Gérard Vulliamy rejoint le groupe Abstraction-Création, se lie avec Jacques Villon, Robert Delaunay, Auguste Herbin et Piet Mondrian. En 1933, il réalise sa première exposition personnelle à la Galerie Pierre. Il pratique également le dessin et la gravure au burin - avec Stanley William Hayter, puis avec Albert Flocon - et expose en 1935 avec l'Atelier 17 de Stanley Hayter, toujours à la Galerie Pierre. Il commence à cette époque à s'intéresser à l'ethnographie et fait un stage au Musée de l'Homme, ce qui a « une influence sur certaines de (ses) toiles abstraites ».
S'étant rapproché autour de 1934 des surréalistes, Vulliamy participe en 1938 à l'Exposition Internationale du Surréalisme à la Galerie des Beaux-Arts de Paris. La Salamandre Pompeienne,  peinte en 1936, qu'il y présente avec Le Cygne de la Joconde (1935) est caractéristique de la deuxième étape de son parcours. « Automatisme des formes et des mouvements, phénomènes d'érosion, avec une certaine corrélation entre les phénomènes d'érosion et les phénomènes intérieurs de l'être humain. Par-là même je cherchais à créer un espace dans lequel le mouvement m'amenait du paysage à l'intérieur des formes humaines, devenues êtres objets ou êtres végétaux, et inversement », confiera Vulliamy. Préoccupé par la technique des primitifs, il peint « souvent sur bois par tons transparents, par glacis ». Durant cette étape, il fréquente beaucoup, les poètes, « entre autres Paul Éluard, André Breton, Georges Hugnet, et plus tard Francis Ponge, Jean Tardieu, Jean Lescure et André Frénaud. »
Après s'être joint au groupe suisse de peintres surréalistes et abstraits Die Allianz, qui expose en 1937 au Kunsthaus de Bâle, en 1942 et 1947 au Kunsthaus de Zurich, Gérard Vulliamy, resté à Paris pendant la guerre, est l'un des fondateurs de la revue clandestine La Main à plume, à laquelle il collabore par des gravures. Il se rend à l'hôpital psychiatrique de St Alban, en Lozère, qui accueille résistants et juifs, et y dessine de nombreux portraits de fous et de folles dont il illustrera les Souvenirs de la maison des fous d'Éluard en 1946. Le 9 février 1946, Vulliamy devient le second mari, après son divorce d'avec Luc Decaunes, de Cécile Éluard, fille de Gala (dont il divorcera le 21 janvier 1953), et le père de Claire, petite-fille du poète.
En 1943 et 1948, il réalise des expositions personnelles à la galerie Jeanne Bucher (poème-préface d'Éluard, Seule et préface de Francis Ponge) et en 1945 la galerie Denise René présente une rétrospective de son œuvre que préface Pierre Emmanuel. De 1944 à 1948 il réalise des illustrations pour plusieurs livres, d'Éluard et Ponge, ainsi que pour le journal Action.
En un troisième moment sa peinture se développe à partir de 1947 dans un sens non-figuratif. « De mon passage dans le surréalisme je gardais la passion du dessin, de l'écriture, de la structure d'une toile et de son mouvement. Mais je pensais espace couleur à travers la leçon de mes amis aînés Villon et Delaunay. C'est ainsi que graduellement je revins à l'abstraction vers l'année 1948. À cette date la révélation tardive du Midi et sa lumière ont marqué d'une façon certaine le début de ma peinture actuelle où l'irisation de la couleur crée une nouvelle réalité abstraite du paysage», confie Gérard Vulliamy  . Il participe en 1949 aux activités du groupe Graphies, aux côtés notamment de Christine Boumeester, Roger Chastel, Pierre Courtin, Jean Fautrier, Marcel Fiorini, Albert Flocon, Henri Goetz, Raoul Ubac et Roger Vieillard.
Gérard Vulliamy présente en 1952 et 1959 (préface de Jacques Lassaigne) ses peintures à la Galerie Roque. Il se remarie le 20 juin 1959 avec Odette Dupeyron. Des rétrospectives de son œuvre sont organisées en 1962 au Musée de Darmstadt en Allemagne et en 1978 au Musée Picasso d'Antibes. Vulliamy participe à de nombreuses expositions collectives en France et à l'étranger, notamment à la Kunsthalle de Berne (1949), la Kunsthalle de Bâle (1952), au Carnegie Institute de Pittsburgh (1955, 1958 et 1961), au Musée de Neuchâtel ainsi qu'à l'Institut d'Art Contemporain de Londres. Gérard Vulliamy participe également au Salon des Réalités Nouvelles et au Salon de Mai.

## Expositions
- Gérard Vulliamy, Paris, Galerie Roque, 1952.
- Gérard Vulliamy, Paris, Galerie Roque, 1959.
- Gérard Vulliamy, rétrospective, Musée de Darmstadt (Allemagne), 1962.
- Gérard Vulliamy, Paris, galerie des Maîtres, 1971.
- Gérard Vulliamy, Antibes, Musée Picasso, 1978.
- Gérard Vulliamy, Oaris, galerie 1900-2000.
- Gérard Vulliamy, Paris, galerie Arnoux, 2003.
- Gérard Vulliamy. Les dessins surréalistes 1930-1947, Musée des beaux-arts et d'archéologie de Besançon, 2011-2012.

## Illustrations
- Pierre Guéguen, La chasse du faon rose, Éditions Cahiers d'Art, 1935
- Paul Éluard, Souvenirs de la maison des fous, Paris, Vrille, 1946.
- Paul Éluard, Le Lit, la table, dessins de Gérard Vulliamy, Genève-Paris, Trois Collines, 1946.
- Francis Ponge, La Crevette dans tous ses états, burins de Gérard Vulliamy, Paris, éditions Vrille, 1948.

## Musées
- Paris, Musée national d'art moderne
  - 1932 : Étude pour Sans titre
  - 1932 : Sans titre
  - 1933 : Étude pour deux figures
  - 1935 : Étude pour La Trompette de Jéricho et Le Bassin des Innocents
  - 1935 : Sans titre
  - 1937 : Étude pour Le Cheval de Troie
  - 1937 : Étude pour la partie gauche du Cheval de Troie
  - 1948 : Étude pour Maternité
  - 1948 : Sans titre
  - 1950 : Sans titre
- Jerusalem, The Israël Museum
- Rome, Galleria Nazionale d'Arte Moderna
- Lisbonne, Musée Berardo

Antibes, Musée Picasso

### Catalogues
Expositions particulières
- Gérard Vulliamy, textes de Jean-Jacques Lévêque, Paul Éluard, Francis Ponge et Gérard Vulliamy, Antibes, Musée Picasso, 1978.
- Lydia Harambourg, Gérard Vulliamy, Paris, RMN-Grand Palais, 2011, 261 p.  (ISBN 2711859290) /  (ISBN 9782711859290).

Expositions collectives
- Abstraction 50, l'explosion des libertés, Ville de Rueil-Malmaison, 9 décembre 2011-19 mars 2012, Éditions du Valhermeil, 2011, 128 p. (reproductions : Sans titre, 1947, p. 11)  (ISBN 9 782354 670948).
- L’Art en guerre, France 1938-1947, Musée d'Art Moderne de la Ville de Paris, 2013.

### Articles
- Marie Akar, « Gérard Vulliamy, la métamorphose des formes », dans La Gazette de l'Hôtel Drouot, Paris, 16 mars 2012, p. 271.
- Harry Bellet, « Gérard Vulliamy dans la maison des fous », dans Le Monde, Paris, 16 mars 2012.

### Ouvrages généraux
- Jean Grenier, Gérard Vulliamy, dans Entretiens avec dix-sept peintres non figuratifs, Paris, Calmann-Lévy, 1963, p. 201–211.
- Lydia Harambourg, Dictionnaire des peintres de l'École de Paris, 1945-1965, Éditions Ides et Calendes, Neuchâtel, 1993  (ISBN 2825800481); nouvelle édition, 2010, p. 493–495  (ISBN 978-2-8258-0241-0)